# Bunte Liste – Wehrt euch
Die Bunte Liste – Wehrt euch: Initiative für Demokratie und Umweltschutz (BuLi) war eine 1978 in Hamburg gegründete politische Partei. Die unter erheblichem Einfluss des Kommunistischen Bundes (KB) entstandene Partei, die den Kapitalismus explizit als Ursache der ökologischen und ökonomischen Krise benannte, ist als eine der Vorgängergruppierungen der Partei DIE GRÜNEN zu betrachten. Bei der Hamburger Bürgerschafts- und Bezirkswahl im Juni 1978 trat die Liste einmalig an und erreichte dabei 3,5 % auf Landesebene und zwei Mandate auf Bezirksebene. Aufgrund interner Streitigkeiten und Spaltung wurde die Liste nach der Wahl immer bedeutungsloser und ging schließlich 1981 im Hamburger Landesverband von DIE GRÜNEN, der „Grün-Alternativen Liste“ (GAL), auf. Wichtigste Vertreter der BuLi waren Rainer Trampert, Thomas Ebermann, Jürgen Reents und Knut Mellenthin.

## Vor- und Gründungsgeschichte
Im Vorfeld der Bundestagswahl 1976 stieß der Kommunistische Bund (KB) innerhalb der Hamburger Alternativszene erste Diskussionen über eine alternative Wahlteilnahme an. Das Leitungsgremium des KB forderte zu einer „breiten Debatte über die richtige Wahltaktik auf“. Von den etablierten Parteien fühlte man sich nicht vertreten. So waren Wahlboykott, die Unterstützung einer der Parteien links von der SPD oder eine eigene Kandidatur die vorstellbaren Optionen. Zunächst verlief diese Diskussion im Sande, wurde aber im September 1977 erneut aufgenommen. Anlass hatte diesmal die innerhalb der „Bürgerinitiative Umweltschutz Unterelbe“ (BUU) geäußerte Idee gegeben, zur Hamburger Bürgerschaftswahl 1978 mit einer eigenen Liste anzutreten. Zwei Drittel der BUU-Mitglieder stimmten für den Vorschlag. Für den folgenden Januar wurde eine Tagung angesetzt. Im März folgte das Gründungstreffen der Bunten Liste. Man legte sich auf ein breites, verschiedene Problemfelder umfassendes Programm fest. Das Primat der Ökologiepolitik sollte gebrochen und Gruppen aus Mieterinitiativen, Frauen-, Schüler- und Lehrlingsgruppen, Atomkraftgegner, Umweltschützer, Homosexuellengruppen, kirchliche Mitglieder, Wehrdienstverweigerer, fortschrittliche Filmemacher u. v. m. gleichermaßen angesprochen werden. Mitglieder sollten nicht Einzelpersonen, sondern Personengruppen werden. Bereits zum ersten vorbereitenden Treffen waren 91 verschiedene Gruppierungen gekommen, zur Gründung waren es mehr als 200. Allerdings bestanden viele der Bürgerinitiativen und Gruppierungen gänzlich oder zum Großteil aus KB-Mitgliedern, was aber erst nach der Wahl ans Licht kam. Es soll sogar einige „Briefkasteninitiativen“ (Steffen sieht mindestens 26 solcher Initiativen innerhalb der BuLi) gegeben haben. Thomas Ebermann, damaliger KB-Kader und späteres Grünen-Mitglied, schätzte die vom KB dominierten Bürgerinitiativen auf 117. Zur Bürgerschaftswahl in Hamburg am 4. Juni 1978 trat die BuLi mit den Spitzenkandidaten Holger Strohm, Ex-SPD-Mitglied, und Rainer Trampert, Betriebsrat bei Texaco und KB-Kader, an. Mit 33.302 Stimmen und 3,5 % wurde die BuLi auf Anhieb viertstärkste Kraft. Für einen Einzug in die Bürgerschaft reichte es indes nicht. Allerdings konnten zwei Sitze in der Eimsbütteler Bezirksvertretung erobert werden. Die KB-Mitglieder Christina Kukielka und Ilona Kiene nahmen diese wahr.

## Spaltungsprozess
Nach der Wahl begannen sich erste Proteste gegen die Majorisierung der Bunten Liste durch den Kommunistischen Bund zu regen. Auslöser war ein offener Brief von Holger Strohm: „Mir gefällt nicht, wie der KB immer deutlicher seine Dominanz ausspielt und alles abblockt, was nicht in sein politisches Konzept paßt.“ Strohm legte sein Amt aus Protest vorerst für drei Monate nieder. In seiner Antwort beschimpfte der KB den Ökologen Strohm als ‚Spinner’ und ‚falschen Demokrat’ und unterstellte ihm im Arbeiterkampf (Zentralorgan des KB), er sei beleidigt, da sein Vorschlag einer Europawahlteilnahme vom Parteitag abgelehnt wurde. Damit begann der Spaltungsprozess der BuLi, der sich durch einen erheblichen Mitgliederschwund ankündigte. Die anlaufende Gründung der Grünen Bundespartei offenbarte einen weiteren tiefen Riss, der durch BuLi und KB gleichermaßen verlief. Während die Führungsebene des KB für die Bildung einer eigenständigen bundesweiten Alternativpartei plädierte, wollte eine Gruppierung um Rainer Trampert, Thomas Ebermann, Jürgen Reents, Willi Goltermann und Christina Kukielka, die sich Gruppe-Z nannte, die Grünen als starke linke Fraktion unterwandern und von dem konservativen Flügel um Herbert Gruhl und Baldur Springmann befreien. Die Meinungsverschiedenheiten führten schließlich im Dezember zur Spaltung des KB. Die Gruppe-Z konzentrierte sich fortan auf das Engagement bei den Grünen. Aus der BuLi zog sie sich im Laufe des Jahres 1980 zugunsten des neu gegründeten grünen Landesverbandes zurück. Damit waren die Strukturen der BuLi zerrüttet.

## Auflösung zugunsten der GAL
Noch vor der Bundesparteigründung wurde am 30. November 1979 der Hamburger Landesverband der Grünen ins Leben gerufen. Am 20. Dezember hatte der Verband bereits 734 Mitglieder, wovon 250 gleichzeitig der Gruppe-Z angehörten. Der nun vollkommen vom Rumpf-KB dominierte Rest der Bunten Liste scheiterte mit seinem Gründungsversuch einer bundesweiten Alternativpartei und setzte sich im Laufe des Jahres mit einer Kandidatur bei der Bürgerschaftswahl 1982 auseinander. Da die gleichzeitige Kandidatur von BuLi und Grünem Landesverband die Gefahr in sich barg, dass beide Gruppen erneut an der 5-%-Klausel scheitern würden, wuchs der Wille, aufeinander zuzugehen. Unterstützt wurden diese Bestrebungen durch die von enttäuschten Ex-BuLi-Mitgliedern und Spontis inszenierte „Initiative zur Gründung einer Alternativen Liste“, die im November 1981 zur Gründung der „Alternativen Liste Hamburg“ führte. Kurz darauf löste sich die BuLi zugunsten der Alternativen Liste auf. Nach langen Verhandlungen fusionierten im März 1982 Alternative Liste und Grüner Landesverband zur „Grün-Alternativen Liste“ (GAL), wie der Hamburger Landesverband noch bis April 2012 hieß.